# Johann Ewich
Johann (ou Johannes) Ewich (né en 1525 à Hoerstgen (de) - mort le 7 février 1588 à Brême en Saint-Empire) est un réformateur protestant et un médecin allemand.

## Biographie
En 1556, il est un réformateur protestant à Hoerstgen ; vers 1561, il est le premier médecin à obtenir son diplôme à Duisbourg. Il s'établit à Brême en 1562, et y demeure jusqu’à sa mort comme médecin appointé de la ville (« Stadtphysikus »). Il a également travaillé comme professeur de médecine à l'« école illustre » de Brême.
Dans ses lettres et ses brochures, il a publié principalement des enquêtes sur la nature de la peste, d'un point de vue médical et social ; il est également connu comme critique de la persécution des sorcières.